# Flag Mountain
Flag Mountain (deutsch Flaggenberg) ist ein britischer Kurzfilm von John Smith aus dem Jahr 2010. In Deutschland feierte der Film am 1. Mai 2010 bei den Internationalen Kurzfilmtagen in Oberhausen Weltpremiere.

## Handlung

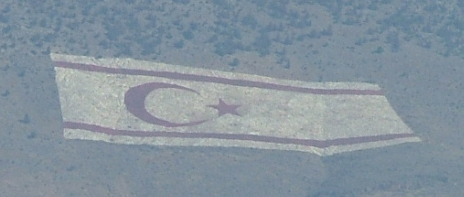
Die im Film gezeigte Flagge

Der Film wurde im Zeitraffer über den Dächern der geteilten zypriotischen Hauptstadt Nikosia gedreht, zeigt eine große Flagge der Türkischen Republik Nordzypern auf einem Berg im Pentadaktylos-Gebirge und entlarvt den vorherrschenden Nationalismus.

## Kritiken
„Bestechend einfach, gleichzeitig treffend und exakt wie eine mathematische Formel, zeichnet der Film ‚Flag Mountain‘ von John Smith eine treffende Karikatur des Nationalismus.“

## Auszeichnungen
Internationale Kurzfilmtage Oberhausen 2010
- ARTE-Preis für einen europäischen Kurzfilm